# Константинопольская конференция
Константинопольская конференция — конференция великих держав (Великобритании, России, Франции, Германии, Австро-Венгрии и Италии), проведённая в Константинополе (ныне — Стамбул) с 23 декабря 1876 по 20 января 1877 года.
После начала боснийско-герцеговинского восстания в 1875 году и болгарского Апрельского восстания 1876 года великие державы одобрили проект политических реформ как в Боснии, так и в Болгарии. Отвергнув предложенного великими державами мирного разрешения Восточного вопроса, Турция тем самым лишилась политической и военной поддержки Запада в последующей русско-турецкой войне 1877—1878 годов, в отличие от предыдущей Крымской войны 1853—1856 годов.

## Участники конференции
- представители Англии маркиз Солсбери и сэр Генри Эллиот,
- Франции — граф Бургоэн и Шодорди,
- Австро-Венгрии — граф Зичи и барон Каличе,
- Германии — барон Карл фон Вертер,
- Италии — гр. Корти,
- России — граф Н. П. Игнатьев,
- Турции — министр иностранных дел Савфет-паша и посол в Берлине, впоследствии великий визирь Ибрагим Эдхем-паша.

## Причины конференции
Причиной для проведения Константинопольской конференции стали восстание в Боснии и Герцеговине начавшееся в 1875 году, Апрельское восстание в Болгарии, и последующая война между Сербией и Черногорией с одной стороны и Османской империей с другой. В конце октября и в начале ноября 1876 года в разговорах между английским послом лордом Лофтусом, Горчаковым и царём Александром II в Ливадии была выдвинута мысль о созыве международной конференции. Подготовка России к войне вынудила британского премьер-министра Дизраэли согласиться на созыв конференции послов в столице Османской империи.
Чтобы избежать слишком резкого различия во взглядах и раздора в присутствии турецких уполномоченных, представители великих держав, по настоянию России, решили вступить в предварительное соглашение между собой, для чего первоначально (с 30 ноября по 10 декабря 1876 года) маркиз Солсбери и граф Игнатьев провели двухсторонние переговоры о политической структуре Болгарии и Боснии и Герцеговины, а затем было проведено 9 предварительных совещаний без представителей Османской империи, происходивших с 11 по 22 декабря в доме русского посольства, под председательством графа Н. П. Игнатьева.

## Проект территориальных изменений на Западных Балканах
В ходе предварительного совещания послы великих держав выработали общий проект для решения проблем на Западных Балканах и для установления мира между Сербией и Черногорией и Османской империей. Проект предусматривал создание автономной области Боснии и Герцеговины с единым верховным управлением. Сербия получала земли, занятые Турцией во время войны 1876 года, а также Малый Зворник, предмет многолетнего спора между турками и сербами, а к Черногории присоединялись большая часть восставших герцеговинских округов (Зубцы, Баньяны, Пивы, Дробняки, Шаранцы, Колашина), с укрепленным городом Никшичем и входившие в состав Албании земли Кучей-Дрекаловичей, Кучей-Краины, Васоевичей и Мало и Велико Брдо, с крепостями Спуж и Жабляк. В виду доставления черногорцам доступа к морю, плавание по реке Бояне должно было быть объявлено свободным и турецкие крепости на Скадарском озере разрушены.

## Проект территориальных измененийБолгарии
Что касается болгарских земель, участники конференции предложили различные решения.
Русский проект, разработанный князем Алексеем Церетели и американским консулом Юджином Скайлером, обеспечивал единую болгарскую автономную область, включавшую Дунайский вилайет, Софийский санджак, Пловдивский и Сливенский санджаки из Адрианопольского вилайета и населённой болгарами части Македонии.
Против него, однако, возразили представители других великих держав, особенно австрийский министр иностранных дел граф Андраши и британский представитель маркиз Солсбери. Таким образом, в окончательный проект конференции было внесено английское предложение разделить Болгарию по вертикали на две автономных области — Восточную, с центром в Тырново, и западную — с центром в Софии. На заседании 8 января 1877 года маркиз Солсбери заявил, что «в границы этих двух провинций, образующих Болгарию, не вводятся области, в которых не преобладает болгарское население или области, на которых не осуществлялись зверства прошлым летом».
Болгарская Восточная автономная область должна была включать в себя Тырновский, Русенский, Тульчанский, Варненский, Сливенский, Пловдивский (за исключением каза Султанери и Ахечелеби в Родопских горах) санджаки и Керклисийский (Лозенградский), Мустафапашовский (Свиленградский) и Казелагачкий (Елховский) каза из Адрианопольского санджака.
Западная область должна была включать в себя Софийский, Видинский, Нишский, Скопский, Битолский санджаки, часть Серского санджака и Струмишский, Велешский, Тиквешский и Костурский каза.
Таким образом, болгарские области отсекались от Эгейского моря и за их пределами оставались Воденско, Кукушко и Дойранско, Западная Фракия, большая часть Восточной Фракии и Родопии.
Аргумент, который британские чиновники Солсбери и Эллиот привели для вертикального разделения болгарских земель, заключался в том, что в Восточной провинции живут в основном турки и греки, и она требует отдельного управления. На самом деле их целью являлось не дать укрепиться позиции России и через смешанную Восточную провинцию перекрыть ей дорогу в Константинополь и к проливам.

## Политическое устройство болгарских областей
- Генерал-губернаторы обеих областей назначаются Портой с согласия великих держав на 5—летний срок. (Отклонен русский проект, предусматривающий единого управляющего болгарскими провинциями, который должен избираться местным населением). Правители могут быть турецкими или иностранными подданными, но должны быть христианами.
- Каждая область будет иметь законодательный орган — собрание, избираемое всеми жителями области старше 25 лет, имеющими определенный имущественный ценз.
- Областное собрание избирает административную комиссию (правительство) с губернатором сроком на четыре года.
- Области оставляют 70 % своих доходов на свои нужды.
- Местная милиция создается из христиан и мусульман, но в крепостях и городах остаются части регулярные турецкой армии.
- Черкесы выселяются из обеих областей.
- Основной административной единицей становится кантон с 5 до 10 тысяч человек населения распределенных в соответствии с их религией (христианской или мусульманской). Несколько кантонов формируют санджак, который управляется мютесарифом (христианской или мусульманской веры, в зависимости от преобладающего населения санджака), который назначается Портой.
- Создается Международный наблюдательный комитет для контроля в течение одного года за исполнением этих соглашений в распоряжении которого должен был состоять 4000-й конвойный отряд из бельгийцев или итальянцев.

## Историческое значение
21 декабря подготовленный Конференцией план был передан Порте. Тем временем султан Абдул-Хамид II назначил великим визирем сторонника младотурецкой партии и конституционного правления Мидхата-пашу. На официальном открытии конференции 23 декабря 1876 года Сафет-паша провозгласил «великий акт изменения в 600-летнюю форму правления империи. Его Величество султан осчастливил империю конституцией». С учётом сказанного Турцией изначально было заявлено, что конференция излишня, поскольку конституция провозглашает равенство религиозных меньшинств в империи.
Великие державы отклонили турецкие предложения по ненужности конференции в связи с предлагаемыми реформами. На следующем пленарном заседании Турция представила возражения и встречные предложения, которые также были отклонены великими державами, а попытки преодолеть разногласия остались безуспешными. 18 января 1877 года Великий визирь Мидхат-паша заявил окончательный отказ Турции признать решения конференции. Державы—участники конференции отозвали своих послов из Константинополя.
19 (31) марта 1877 года в Лондоне был подписан так называемый Лондонский протокол — последняя дипломатическая попытка великих держав воздействовать на Османскую империю, чтобы решить проблему мирным путём. Отказ Турции от реализации решений Константинопольской конференции и Лондонского протокола положил конец мирным попыткам решить Восточный вопрос и дал легитимные основания России для начала русско-турецкой войны (1877-78).
Пик Цариград (Tsarigrad Peak) на острове Смит (Бородино) (Южные Шетландские острова) был назван Болгарией в честь Константинопольской конференции.